# クイン・マイナーズ
クイン・マイナーズ（Quinn Meinerz, 1998年11月15日 - ）は、アメリカ合衆国ウィスコンシン州ハートフォード出身のプロアメリカンフットボール選手。NFLのデンバー・ブロンコスに所属している。ポジションはガード。

## 経歴

### カレッジ
ウィスコンシン大学ホワイトウォーター校では、コロナウイルスパンデミックの影響でプレーしなかった2020年を除く、2018年から2021年の3年間プレーした。

### デンバー・ブロンコス
| 6 ft 2+7⁄8 in (190 cm)  | 320 lb (145 kg) | 33+3⁄8 in (85 cm) | 10+1⁄8 in (26 cm) | 4.99 s | 1.73 s | 2.88 s | 4.58 s | 7.54 s | 32.0 in (81 cm) | 9 ft 3 in (2.82 m) |
| All values from Pro Day |                 |                   |                   |        |        |        |        |        |                 |                    |

2021年のNFLドラフトにて3巡目全体98位でデンバー・ブロンコスから指名され、その後ルーキー契約を結んだ。
2021年シーズン、15試合に出場し、そのうち9試合に先発出場した。
2024年7月22日、4,500万ドルが保証された4年8,000万ドルの契約延長にブロンコスと合意した。
2024年シーズン、全試合に先発出場し、オールプロファーストチームに右ガードとして選出された。